# Le Territoire (film, 2015)
Pour les articles homonymes, voir Le Territoire (homonymie) et Le Territoire.
Pour plus de détails, voir Fiche technique et Distribution.
Le Territoire (Территория) est un film russe réalisé par Alexandre Melnik, sorti en 2015.

## Fiche technique
- Photographie : Igor Griniakine
- Décors : Edouard Gizatoulline, Goulia Beïchenova, Renat Gonibov
- Montage : Ekaterina Starovoïtova